# Lorraine Daston
Lorraine Daston, née le 9 juin 1951 à East Lansing (Michigan), est une  historienne des sciences américaine.
Co-directrice de l'Institut Max-Planck d'histoire des sciences à Berlin, elle est considérée comme une autorité en histoire scientifique et intellectuelle de la période moderne. En 1993, elle est nommée membre de l'Académie américaine des arts et des sciences.

## Biographie
Elle est née en 1951 et envisage dans un premier temps une carrière d'astronome. Durant ses études supérieures à l'université Harvard (dont elle sort diplômée en 1973) et à l'université de Cambridge (dont elle sort avec un doctorat en 1979), elle se passionne pour les mathématiques, la philosophie et l'histoire des sciences. Son doctorat est en histoire des sciences et est supervisé par I. Bernard Cohen.
Elle devient, de 1980 à 1983, professeur assistant à l'université Harvard et à l'université de Princeton, de 1983 à 1986, puis professeur associé à l'université de Brandeis, titulaire de la chaire Dibner d'histoire des sciences de 1986 à 1990. Puis elle devient professeur et directeur de l'institut d'histoire des sciences de l'université de Göttingen en 1990, et toujours à l'université de Göttingen, professeur et directeur de l'Institut d'histoire des sciences de 1990 à 1992. Puis elle devient professeur à l'université de Chicago (1992-1997).
Daston est nommée en 1995 directrice de l'Institut Max-Planck d'histoire des sciences, à Berlin, où son thème principal de recherches est « L’ordre moral et l’ordre naturel : une anthropologie philosophique ». Elle est aussi est professeur honoraire de l'université Humboldt de Berlin depuis 1997, ainsi que professeur invité à l'université Harvard en 2003-2004 et à l'université à l'université de Chicago de 2005 à 2008.
Elle a également été résidente à l'Institut d'études avancées de Paris.

## Prix et distinctions
Elle est membre de l'Académie allemande des sciences Leopoldina, de l'Académie américaine des arts et des sciences, de l'Académie des sciences de Berlin-Brandebourg et de l'Académie autrichienne des sciences.
Lorraine Daston est lauréate une première fois du prix Pfizer de l’History of Science Society pour le meilleur livre en histoire des sciences en 1989 pour son livre Classical Probability in the Enlightenment paru en 1988.
Wonders of Nature, dont elle est co-auteure avec Katharine Park, a remporté le prix Pfizer en 1999,,,. Le livre a été traduit en italien et en allemand. Ce livre est également lauréat du prix Ronald H. Bainton.
En 2014, elle reçoit la médaille Marc-Auguste Pictet de la Société de physique et d'histoire naturelle de Genève.

## Publications

### Ouvrages
- (en) Lorraine Daston, Classical Probability in the Enlightenment, Princeton University Press, 1995, 423 p. (ISBN 0-691-00644-X, lire en ligne)
- The Ideal and Reality of the Republic of Letters in the Enlightenment (1993)
- (en) Lorraine Daston et Katharine Park, Wonders and the Order of Nature, 1150-1750, Zone Books, 2001, 511 p. (ISBN 978-0-942299-91-5, lire en ligne)Wonders and the Order of Nature, 1150 - 1750.
- Objectivity and the Escape from Perspective (1999)
- Biographies of Scientific Objects (co-éditeur, 2000)
- Eine kurze Geschichte der wissenschaftlichen Aufmerksamkeit (2001)
- Wunder, Beweise und Tatsachen: zur Geschichte der Rationalität (2001)
- [PDF] The Morality of Natural Orders: The Power of Medea et Nature's Customs versus Nature's Laws (Tanner Lectures à l'université Harvard, 2002)
- The Moral Authority of Nature (co-éditeur, 2003)
- The Disciplines of Attention in David E. Wellbery (en), ed., A New History of German Literature (Cambridge, MA: Harvard University Press Reference Library, 2005)
- [PDF] Condorcet and the Meaning of Enlightenment (Lecture à la McGill University, 2006)
- Objectivity (avec Peter Galison, Boston: Zone Books, 2007)[10]
- Natural Law and Laws of Nature in Early Modern Europe (co-éditeur, Aldershot: Ashgate, 2008)
- Before the Two Cultures: Big Science and Big Humanities in the Nineteenth Century (Proceedings of The Israel Academy of Sciences and Humanities, Volume IX, no 1, 2015)
- (en) Rules : A Short History of What We Live By, Princeton University Press, 2022[11]

### Sélection d'articles
- « Doppelgänger : la science au miroir de l’art, histoires parallèles », Perspective, 1 | 2011, 405-407 [mis en ligne le 31 mars 2018, consulté le 28 janvier 2022. URL : http://journals.openedition.org/perspective/3596 ; DOI : https://doi.org/10.4000/perspective.3596].